# Les Sept Fiancées du sergent Zbrouev
Pour plus de détails, voir Fiche technique et Distribution.
Les Sept Fiancées du sergent Zbrouev (Семь невест ефрейтора Збруева, Sem nevest efreïtora Zbrueva) est un film soviétique réalisé par Vitali Melnikov, sorti en 1970,.

## Fiche technique
- Titre français : Les Sept Fiancées du sergent Zbrouev[3]
- Titre original : Семь невест ефрейтора Збруева, Sem nevest efreïtora Zbrueva
- Photographie : Dmitri Dolinin, Youri Veksler
- Musique : Georgi Portnov
- Décors : Bella Manevitch-Kaplan